# TT-34
TT-34 es un grupo musical bielorruso de metal formada en 1996 en Gomel, Bielorrusia. La banda ha sido objeto de controversias en su país debido a las letras de sus canciones, sin embargo, en Rusia han conseguido gran aceptación.
Actualmente el grupo está formado por el vocalista Lyubomir Krizhanovskií junto con Sergei Kuzmenkov a la guitarra, Valerií Novoselitsev (bajo) y Aleksei Smirnov (batería).
El grupo es conocido por el sencillo Jack de las películas Guardianes de la Noche y del Día.

## Integrantes

### Formación actual
- Lyubomir Krizhanovskií (vocal)
- Sergei Kuzmenkov (guitarra)
- Valerií Novoselitsev (bajo)
- Aleksei Smirnov (batería)

### Exintegrantes
- Konstantin Astapenko (vocal)
- Aleksandr Volostnov (guitarra)
- Alekséi Grigoriev (bajo)

## Discografía
- 1999 Psychotronic
- 2002 DEMO (EP)
- 2004 Grubyý pomol
- 2005 Boom
- 2007 Padaya I Zadykhayas Dostigaiesh Edinói Tseli

## Literatura
- Д.П. (2008). ««ТТ-34»». Энцыклапедыя беларускай папулярнай музыкі [Enciclopedia de la música popular bielorrusa] (en bielorruso). уклад. Дз. Падбярэзскі і інш. Мінск: Зміцер Колас. pp. 301-302. ISBN 978-985-6783-42-8.